# Johan Vilhelm Snellman
Johan Vilhelm Snellman (12 de mayo de 1806-4 de julio de 1881) fue un filósofo,
escritor y periodista finlandés. Además fue un fennómano notable y tuvo influencia en la literatura y en el marco finlandés. El día 12 de mayo es el día de Johan Vilhelm Snellman en Finlandia. En su memoria se iza la bandera.
- Datos: Q127688
- Multimedia: J. V. Snellman / Q127688